# Jean-Bernard Bouvet

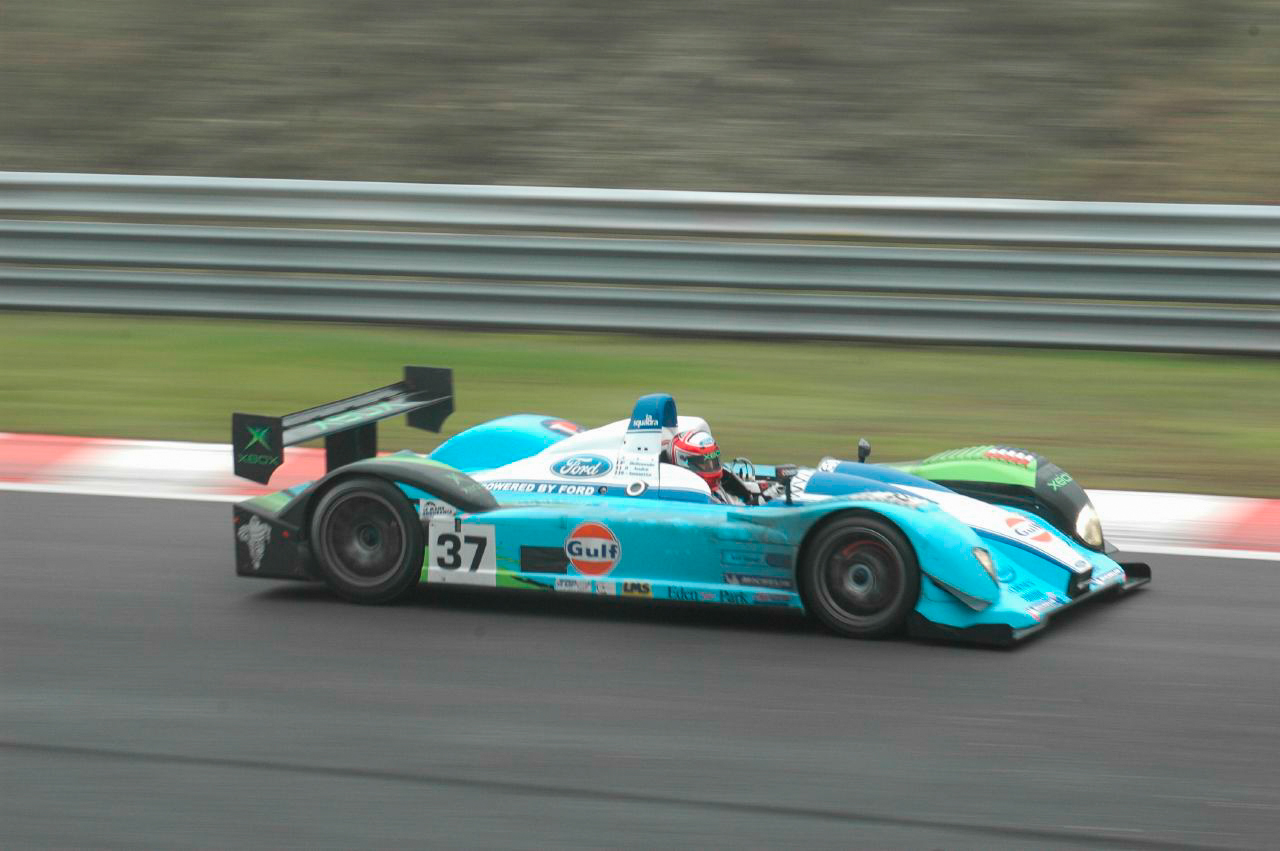
Der Belmondo-Racing-Courage C65, mit dem Bouvet 2006 beim 24-Stunden-Rennen von Le Mans und beim 1000-km-Rennen auf dem Nürburgring am Start war

Jean-Bernard Bouvet (* 17. Juli 1969 in Mamers) ist ein französischer Autorennfahrer.

## Karriere

### Monopostosport
Jean-Bernard Bouvet begann seine Karriere 1991 in der französischen Formel-Ford-1600-Meisterschaft. 1992 beendete er diese Meisterschaft als Dritter der Gesamtwertung. Nach dem Gewinn der Meisterschaft 1993 wechselte er 1994 in die Formel Opel bzw. in die Französische Formel-3-Meisterschaft. Mit einem 18. Endrang in diesem Championat (Gesamtsieger Jean-Philippe Belloc) beendete er schon früh seine Monoposto-Ambitionen.

### GT-, Touren- und Sportwagensport
1993 gab er sein Debüt beim 24-Stunden-Rennen von Le Mans, wo er in Summe achtmal am Start war. Die meisten Einsätze hatte er für Welter Racing; für das Team von Gérard Welter ging er fünfmal ins Rennen. Die besten Platzierungen im Schlussklassement waren die 20. Ränge 1993 und 2002.
Sein größter Erfolg im Tourenwagensport war der Gesamtsieg in der französischen Tourenwagen-Meisterschaft 2000. Seit 2011 bestreitet er Rennen zur V de V Challenge Endurance, wo er 2014 hinter Patrice Lafargue Vizemeister wurde.

## Statistik

### Le-Mans-Ergebnisse
| Jahr | Team                   | Fahrzeug     | Teamkollege       | Teamkollege           | Platzierung | Ausfallgrund |
| ---- | ---------------------- | ------------ | ----------------- | --------------------- | ----------- | ------------ |
| 1993 | Graff Racing           | Spice SE89C  | Richard Balandras | Bruno Miot            | Rang 20     |              |
| 1995 | Welter Racing          | WR LM94      | Richard Balandras | William David         | Ausfall     | Benzinpumpe  |
| 2000 | Gérard Welter          | WR LMP       | Stéphane Daoudi   | Xavier Pompidou       | Ausfall     | Motorschaden |
| 2002 | Gérard Welter          | WR LM2001    | Stéphane Daoudi   | Jean-René de Fournoux | Rang 20     |              |
| 2004 | Gérard Welter          | WR LM2004    | Tristan Gommendy  | Bastien Brière        | Ausfall     | Defekt       |
| 2003 | Automotive Durango SRL | Durango LMP1 | Sylvain Boulay    | Michele Rugolo        | Rang 24     |              |
| 2005 | Gérard Welter          | WR LMP04     | Sylvain Boulay    | Robert Julien         | Ausfall     | Defekt       |
| 2006 | Paul Belmondo Racing   | Courage C65  | Yann Clairay      | Didier André          | Ausfall     | Unfall       |
| 2016 | SRT41 BY OAK Racing    | Morgan LMP2  | Frédéric Sausset  | Christophe Tinseau    | Rang 38     |              |

### Einzelergebnisse in der FIA-Langstrecken-Weltmeisterschaft
| Saison | Team                | Rennwagen   | 1   | 2   | 3   | 4   | 5   | 6   | 7   | 8   | 9   |
| ------ | ------------------- | ----------- | --- | --- | --- | --- | --- | --- | --- | --- | --- |
| 2016   | SRT41 BY OAK Racing | Morgan LMP2 | SIL | SPA | LEM | NÜR | MEX | AUS | FUJ | SHA | BAH |
| 2016   | SRT41 BY OAK Racing | Morgan LMP2 | 38  |     |     |     |     |     |     |     |     |